# Ковик, Рон
Рональд Лоуренс Ковик (англ. Ronald Lawrence Kovic; род. 4 июля 1946, Ледисмит, Висконсин, США) — американский ветеран войны во Вьетнаме, известный активист антивоенного движения. Автор книги «Рождённый 4-го июля», по которой Оливером Стоуном был снят одноимённый фильм с Томом Крузом в главной роли.

## Биография
Рон Ковик родился в День независимости США в городе Ледисмит, Висконсин, в семье хорватского происхождения, которая позднее переехала в Массапекуа, Нью-Йорк. Он был старшим из шести детей в семье. В юности Ковик занимался атлетикой и не интересовался учёбой. После окончания школы он стал работать в бакалейной лавке, но такой стиль жизни ему не нравился. В сентябре 1964 года Ковик записался добровольцем в Корпус морской пехоты США с твёрдым намерением стать образцовым морским пехотинцем и героем.
Ковик участвовал во Вьетнамской войне, отслужив в Южном Вьетнаме два срока. За время службы он разочаровался в своих идеалах. В одном случае он участвовал в инциденте «дружественного огня», по ошибке застрелив в бою товарища. В другом случае во время операции в деревне Ковик обнаружил, что в результате действий американских войск были убиты мирные жители. В одном из боёв он получил тяжёлое ранение, в результате которого оказался парализован ниже груди. За время службы во Вьетнаме он получил медали «Бронзовая звезда» с литерой V (за отвагу) и «Пурпурное сердце» (за ранение).
Проходя лечение в госпиталях для ветеранов, Ковик столкнулся с царившими там тяжёлыми условиями содержания и отсутствием ухода за больными. Из-за своей инвалидности и полученного во Вьетнаме опыта он прошёл через период глубокой депрессии, и в конце концов вступил в ряды антивоенного движения. В 1972 году он сорвал речь Никсона на съезде Республиканской партии, после чего короткое интервью с ним было показано по телеканалу CBS. В 1974 году Ковик возглавил группу инвалидов войны, устроивших голодовку с требованием расследовать состояние дел во всех заведениях министерства по делам ветеранов. В результате своей антивоенной деятельности Ковик получил широкую известность. Его 12 раз арестовывали за участие в антивоенных акциях.
В 1974 году Рон Ковик написал мемуары под названием «Рождённый 4-го июля», по которым затем было снято два фильма.
В 2000-е годы Ковик активно участвовал в акциях протеста против Иракской войны. В настоящее время он проживает в Редондо-Бич (Калифорния).

## Образ в искусстве

### В музыке
Ему посвящены песни:
- Брюса Спрингстина «Shut Out The Light»
- Тома Пакстона «Born on the Fourth of July»

### В кино
- «Возвращение домой» (1978) — Хэл Эшби снял фильм на основе истории Ковика.
- «Рождённый четвёртого июля» (1989) — по мемуарам Рона Ковика режиссёром Оливером Стоуном была снята одноимённая военная драма, в которой роль Ковика сыграл Том Круз. По окончании съёмок Ковик вручил актёру свою медаль «Бронзовая звезда» за то, насколько Круз вжился в роль. Фильм получил две премии «Оскар», а Ковик — премию «Золотой глобус» за лучший сценарий.

### Комментарии
1. ↑  По воспоминаниям Оливера Стоуна, мать Ковика была «польской католичкой»[1].

### Сноски
1. ↑  Стоун, 2021, с. 198.